# Herbita dognini
Herbita dognini är en fjärilsart som beskrevs av Thierry-mieg 1892. Herbita dognini ingår i släktet Herbita och familjen mätare. Inga underarter finns listade i Catalogue of Life.